# Joseph-Marie Vien
Joseph-Marie Vien (Montpellier, 18 de junio de 1716-París, 27 de mayo de 1809), fue un pintor, dibujante y grabador francés, precursor del Neoclasicismo.

## Biografía

### Primeros años
Hijo de un cerrajero, fue alumno de Charles-Joseph Natoire y amigo de Joseph Siffred Duplessis.
Fue un apasionado del arte antiguo, que descubrió durante una estancia como pensionado en Roma, entre 1743 y 1750, tras haber obtenido el Premio de Roma en 1743.

### Como maestro
Protegido del Conde de Caylus, fue admitido en la Real Academia de Pintura y Escultura en 1754 y creó un taller donde formó a sus discípulos según sus teorías.
Fue director de la Academia de Francia en Roma de 1775 a 1781.
Poco después de su llegada a Roma se hizo cargo de 22 alumnos. Allí intento dar mayor rigidez y disciplina a la institución.
En 1789 fue nombrado primer pintor del rey Luis XVI.

### Con Napoleón
Considerado como el padre del Neoclasicismo, fue cubierto de honores por Napoleón Bonaparte, nombrado senador en 1799 y conde del imperio en 1808.
Un año más tarde moría a los 93 años de edad.

## Influencias
Vien fue maestro, entre muchos otros de David, François-André Vincent y Jean-Baptiste Regnault. Su mujer Marie-Thérèse Reboul y su hijo Joseph Marie Vien fueron también pintores.